# Knowing Me, Knowing You
"Knowing Me, Knowing You" é um single lançado pelo grupo pop sueco ABBA. A canção foi composta por Benny Andersson, Björn Ulvaeus e Stig Anderson. Quem assume o vocal é Anni-Frid Lyngstad. Foi uma das primeiras músicas do ABBA a lidar com o tema separação, e o terceiro e último single oficial do álbum Arrival, de 1976. Inicialmente, um de seus titulos de trabalho foi "Number One, Number One". Uma versão em espanhol da canção foi gravada em Janeiro de 1980, intitulada "Conociéndome, Conociéndote".

## Recepção
"Knowing Me, Knowing You" provou ser um dos singles de maior sucesso do ABBA, atingindo o primeiro lugar na Alemanha Ocidental (onde conseguiu pela sexta vez consecutiva o topo das paradas), Reino Unido, Irlanda, México e África do Sul, enquanto alcançou o 3° lugar na Áustria, Bélgica, Canadá, Holanda e Suíça. Também obteve exito ficando entre as 10 mais tocadas na Austrália, França, Nova Zelândia e Noruega. Nos Estados Unidos, tornou-se o sexto single entre as 20 mais tocadas do ABBA, chegando a 14ª posição no Billboard Hot 100, e também chegou ao número 7 nas paradas da Billboard AC.